# Tarzetta catinus
Tarzetta catinus (Holmsk.) Korf & J.K. Rogers – gatunek grzybów z rodziny Pyronemataceae.

## Systematyka i nazewnictwo
Pozycja w klasyfikacji według Index Fungorum: Tarzeta, Tarzettaceae, Incertae sedis, Incertae sedis, Pezizomycetes, Pezizomycotina, Ascomycota, Fungi.
Po raz pierwszy takson ten zdiagnozował w 1799 r. Theodor Holmskjold nadając mu nazwę Peziza catinus. Później przez różnych mykologów zaliczany był do rodzajów Aleuria, Galactinia, Geopyxis, Octospora, Peziza, Pustularia, Pustelina, Scodellina. Obecną, uznaną przez Index Fungorum nazwę nadali mu w 1971 r. Richard Paul Korf i Joanne Rogers, przenosząc go do rodzaju Tarzetta.
Synonimów nazwy naukowej ma około 30. Niektóre z nich:
- Geopyxis catinus (Holmsk.) Sacc. 1889
- Peziza catinus (Holmsk.) 1799
- Pustularia catinus (Holmsk.) Fuckel 1870

Nazwa rodzaju pochodzi od włoskiego słowa tazetta oznaczającego mały kubek. Gatunkowa nazwa catinus w języku łacińskim oznacza małą miskę.

## Morfologia
Owocnik
Średnica 2–5 cm. Za młodu kulisty z niewielkim szczytowym otworkiem, potem kieliszkowaty, miskowaty, pucharkowaty lub kielichowaty. Zazwyczaj na przekroju okrągły, czasami jednak wydłużony. Brzeg zagięty do środka, pofalowany, ząbkowany, pilśniowato-włóknisty, a u starszych okazów poszarpany. Podstawa zwężona i tworząca krótki trzon. Powierzchnia zewnętrzna delikatnie pilśniowata o barwie jasnokremowej. Powierzchnia wewnętrzna gładka, biaława. Znajduje się na niej hymenofor. Miąższ kruchy, cienki, białawy.
Cechy mikroskopowe
Zarodniki elipsoidalne, gładkie, hialinowe z dwoma dużymi kroplami. Mają rozmiar 20–24 × 11–13 µm. Worki 8-zarodnikowe. Charakterystyczną cechą są wydłużone, podzielone i rozgałęzione u podstawy parafizy o nieco rozszerzonych, płatowatych zakończeniach.

## Występowanie i siedlisko
Występuje tylko na półkuli północnej. W Ameryce Północnej i w Europie jest szeroko rozprzestrzeniony. W Azji podano jego występowanie tylko w Japonii. Na północy sięga po 65 stopień szerokości geograficznej w Islandii i na Półwyspie Skandynawskim. W Polsce jest dość częsty.
Rośnie w wilgotnych lasach, głównie liściastych i mieszanych, szczególnie w buczynach, w zaroślach, parkach, na obrzeżach dróg, w ogrodach. Preferuje podłoże piaszczyste, piaszczysto-gliniaste i iłowe z dużą ilością próchnicy. Owocniki pojawiają się od maja do października.
Saprotrof. Grzyb niejadalny.

## Gatunki podobne
W Polsce występuje bardzo podobny gatunek – Tarzetta cupularis. Jest jednak wyraźnie mniejszy (średnica do 2 cm), jego wewnętrzna powierzchnia jest żółtawa i rośnie na drewnie drzew iglastych. Czasami niezbędne do rozróżnienia tych gatunków jest badanie mikroskopowe parafiz i zarodników.